# منقلة (أداة)
المِنْقَلة(ملاحظة 1) أداة لقياس الزوايا، وغالباً ما تكون مصنوعة من البلاستيك الشفاف أو الزجاج، معظم المناقل تستخدم الدرجة (°)، بينما تقيس المناقل المدرجة بالراديان الزوايا بالراديان. غالباً ماتستخدم المناقل في علمي الرياضيات والهندسة ولكن يتعدى استخدامهم هذين العلمين؛ فمثلاً تستخدم منقلة خاصة في علم الفلك لتحديد أماكن الكواكب والمجرات.

## أنواع المناقل
- نصف دائري: تحسب ما زاويته 180°.
- الدائري: تحسب ما زاويته 360°.

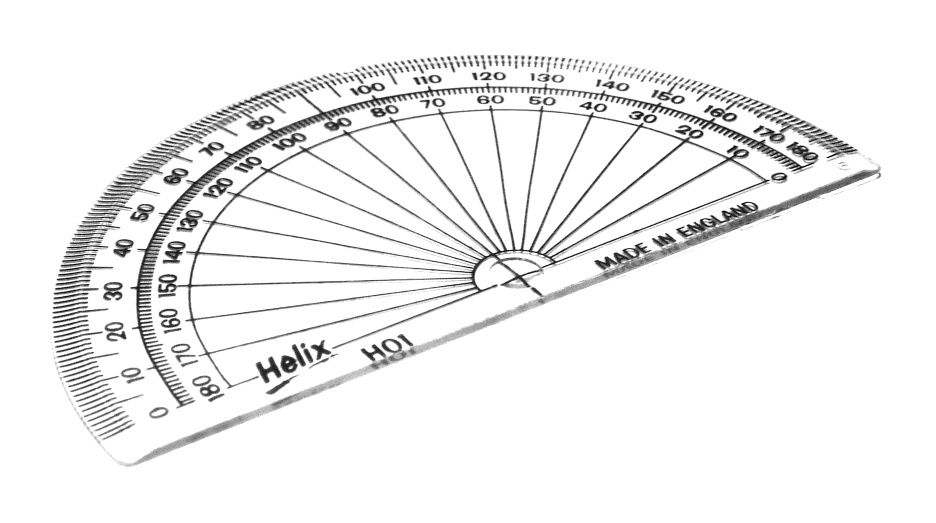
متقلة نصف دائرية (180 درجة).
منقلة دائرية (360 درجة).
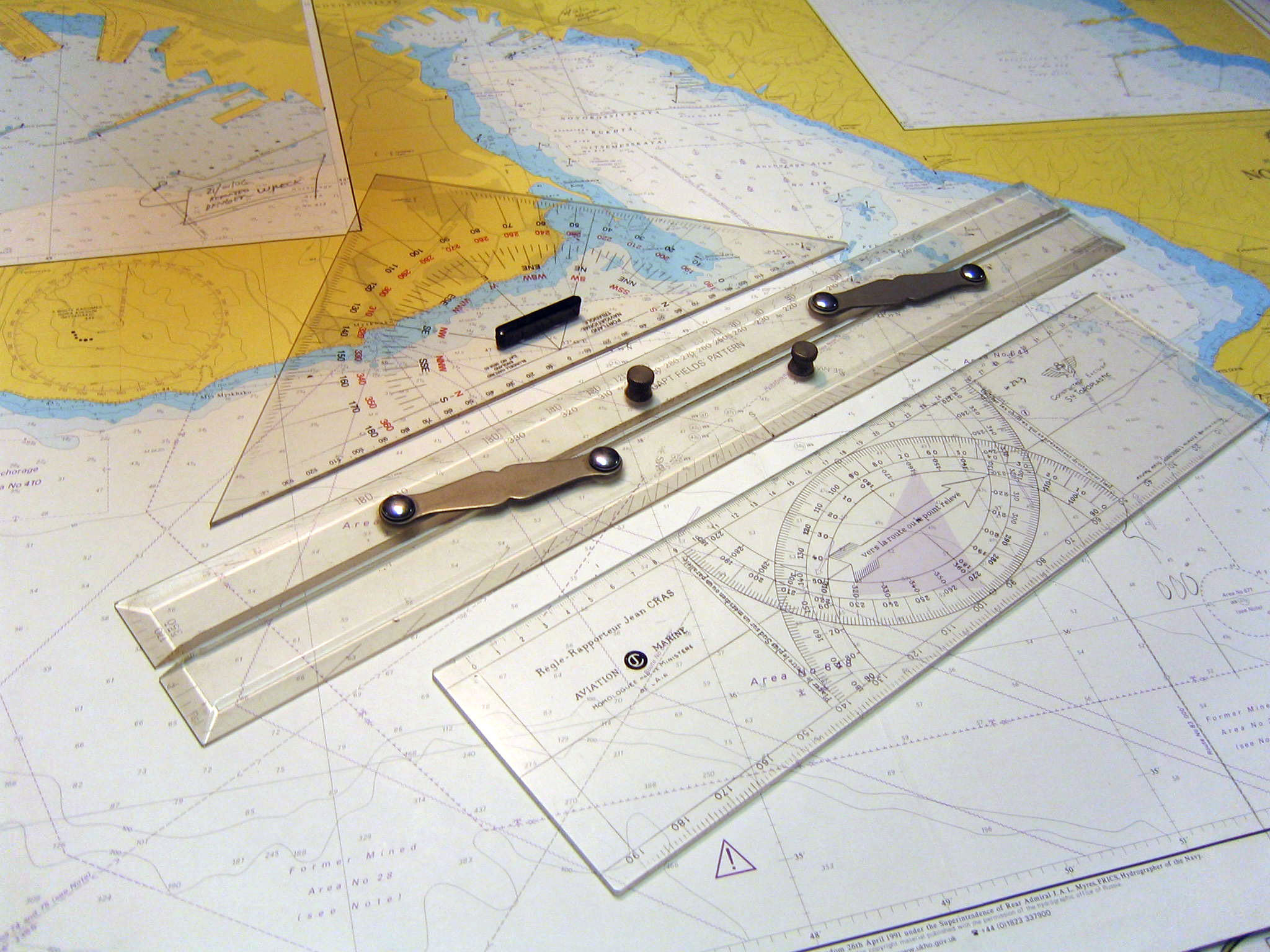
منقلة مزدوجة تستخدم في الملاحة.

## هوامش
- ملاحظة 1 المرادفات: منهم من سمَّاها الدَّيْبُوب[4]

## وصلات خارجية
- كيفية القياس عن طريق المنقلة
- كيفية رسم الزوايا عن طريق المنقلة
- صور للمنقلة المائلة
- أنواع منقلة مائلة مختلفة
- أنواع المناقل